# ألان سنكلير
ألان سنكلير (بالإنجليزية: Alan Sinclair)‏ هو مجدف بريطاني، ولد في 16 أكتوبر 1985 في إنفرنيس في المملكة المتحدة.

## وصلات خارجية
- ألان سنكلير على موقع الاتحاد الدولي للتجديف (الإنجليزية)
- ألان سنكلير على موقع اللجنة الأولمبية الدولية (الإنجليزية)
- ألان سنكلير على موقع أوليمبيديا (الإنجليزية)
- ألان سنكلير على موقع اللجنة الأولمبية البريطانية (الإنجليزية)